# 아테로스
퀄컴 아테로스(Qualcomm Atheros)는 네트워크 통신용 반도체 칩, 특히 무선 칩셋을 개발하는 회사이다. 이 회사는 1998년 스탠퍼드 대학교, 캘리포니아 대학교 버클리의 신호 처리 및 VLSI 설계 전문가와 민간 업계에 의해 T-Span Systems라는 이름으로 설립되었다. 이 회사는 2000년에 아테로스 커뮤니케이션스로 이름이 바뀌었고 2004년 2월에 기업공개를 완료하여 나스닥에서 ATHR이라는 심볼로 거래되었다.
2011년 1월 5일, 퀄컴이 37억 달러의 가치로 회사를 인수하기로 합의했다고 발표되었다. 2011년 5월 24일 인수가 완료되면서 아테로스는 퀄컴 아테로스라는 이름으로 운영되는 퀄컴의 자회사가 되었다.
무선 네트워킹의 IEEE 802.11 표준을 위한 퀄컴 아테로스 칩셋은 30개가 넘는 무선 장치 제조업체에서 사용된다.